# Spilogona gilvicornis
Spilogona gilvicornis este o specie de muște din genul Spilogona, familia Muscidae, descrisă de Fritz Isidore van Emden în anul 1951.
Este endemică în Kenya. Conform Catalogue of Life specia Spilogona gilvicornis nu are subspecii cunoscute.